# Лазарево (Тюхтетский район)
Лазарево — село в Тюхтетском районе Красноярского края России. Административный центр и единственный населённый пункт Лазаревского сельсовета.
Находится на берегах реки Шульдат (бассейн реки Четь), примерно в 11 км к юго-юго-востоку (SSE) от районного центра, села Тюхтет, на высоте 209 метров над уровнем моря.

## История
В 1911 году село относилось к Мариинскому уезду Томской губернии. В селе насчитывалось 182 двора, имелись церковь, церковно-приходское училище, казённая винная лавка, две мануфактурных и одна мелочная лавки. Площадь земли владеемой селением составляла 1000 десятин (1092,5 гектара).

## Население
| 1911 | 2010 | 2012 | 2013 | 2014 | 2015 | 2016 |
| ---- | ---- | ---- | ---- | ---- | ---- | ---- |
| 1033 | ↘404 | ↘398 | ↘396 | →396 | →396 | ↘394 |
| 2017 |      |      |      |      |      |      |
| →394 |      |      |      |      |      |      |

Гендерный состав
В 1911 году в селе проживало 516 мужчин и 517 женщин из 1033 чел.
По данным Всероссийской переписи населения 2010 года 194 мужчины и 210 женщин из 404 чел.

## Улицы
Уличная сеть села состоит из 5 улиц.